# Lonesome Suzie
«Lonesome Suzie» es una canción del grupo norteamericano The Band publicada en su álbum debut Music from Big Pink (1968). La canción fue compuesta por Richard Manuel, que también contribuyó al álbum con los temas «In A Station» y «We Can Talk».
La canción fue también incluida en el álbum recopilatorio de 1994 Across The Great Divide. Según escribió Levon Helm en su autobiografía: «"Lonesome Suzie" fue un intento fallido de Richard por componer una canción de éxito». La canción es una de las pocas contribuciones de Manuel en el aspecto compositivo del grupo, quien dejó de componer tras la grabación del álbum Stage Fright. 
La canción trata sobre una mejor aparentemente con problemas que espera adquirir un amigo y se esfuerza en conseguirlo, y aunque el narrador le ofrece su apoyo, no es adecuado para ella. El narrador desconocido finalmente se rinde, diciendo: «I can watch you cry no longer» (lo cual puede traducirse al español como: «No puedo verte llorar más»). 

## Versiones
En 1970, apenas dos años después de la publicación de Music from Big Pink, el grupo Blood, Sweat & Tears publicó una versión de la canción en el álbum Blood, Sweat and Tears 3.

## Personal
- Robbie Robertson: guitarra eléctrica
- Garth Hudson: órgano Lowrey y saxofón soprano
- Levon Helm: batería
- Richard Manuel: piano y voz
- Rick Danko: bajo